# Sarah Patterson
Pour les articles homonymes, voir Patterson.
Sarah Patterson est une actrice anglaise née le 22 avril 1972 à Londres (Royaume-Uni).

## Filmographie
- 1984 : La Compagnie des loups : Rosaleen
- 1987 : Blanche-Neige : Blanche-Neige
- 2007 : Tick Tock Lullaby : Gillian